# Epinephelus bilobatus
Epinephelus bilobatus är en fiskart som beskrevs av Randall och Allen, 1987. Epinephelus bilobatus ingår i släktet Epinephelus och familjen havsabborrfiskar. IUCN kategoriserar arten globalt som otillräckligt studerad. Inga underarter finns listade i Catalogue of Life.